# Coentral
Coentral est une freguesia portugaise située dans le District de Leiria.
Avec une superficie de 16,81 km2 et une population de 154 habitants (2001), la paroisse possède une densité de population très faible : seulement 9,2 hab/km2.